# نينجا غايدن 3
نينجا غايدن 3 (بالإنجليزية: Ninja Gaiden 3)‏ هي لعبة فيديو من نوع أكشن-مغامرات تم تطويرها بواسطة استوديو تيم نينجا ونشرها بواسطة تيكمو كوي. وهذا الجزء هو الأول في السلسلة الحديثة الذي لا يتم إخراجه بواسطة تومونوبو إيتاجاكي. واللعبة هي تكملة للعبة نينجا غايدن II وصدرت في مارس 2012 على إكس بوكس 360 وبلاي ستيشن 3، واتصدرت نسخة مجددة للعبة لاحقاً في على وي يو عند إطلاق المنصة تحت عنوان نينجا غايدن 3: رايزرز إدج (Ninja Gaiden 3: Razor's Edge)، وهذه النسخة من نشر شركة نينتندو.

## موجز
ريو هايابوسا (Ryu Hayabusa) الشخصية الرئيسية في السلسة يعود مجددا، قصة الجزء الثالث بشكل عام تركز على شخصية ريو والجانب الإنساني منه، تتعرض لندن لهجوم ارهابي من قبل منظمة مجهولة تطالب بظهور ريو هايابوسا، ينطلق ريو لشوارع لندن لقتال مجموعة من الخصوم وبعدها يستسلم أحد الجنود في أمل ان يترك هايابوسا الجندي وشأنه ولكن يقضي عليه هايابوسا ويموت الجندي وهو يقول “أنت لست بأنسان”، لاحقاً يقابل ريو رجلاً مقنع يرتدي معطفاً ولقد فات الأوان على إنقاذ الرهائن وبعد قتال بسيط بين ريو والرجل المقنع يقوم بألقاء “لعنة” لا تصيب الا من أذنب بالقتل بكثرة أدت لاختفاء “سيف التنين” وتحول يد ريو اليمنى وبعض أجزاء جسده للون الأحمر مع التواء معالمها بشكل غريب، يتهم الرجل المقنع ريو من جديد بأنه ليس بطلاً انما “مجرد قاتل يهوى سفك الدماء”، يفقد ريو بعدها السيطرة على نفسه ويتم أخذ “سيف التنين” منه، هدف المنظمة المجهولة هو صنع عالم جديد يعيش فيه خلق أفضل وأقوى من البشر ومن متطلبات تحقيق العملية هو سيف التنين.

## وصلات خارجية
- الموقع الرسمي